# 12599 Singhal
A 12599 Singhal (ideiglenes jelöléssel 1999 RT160) a Naprendszer kisbolygóövében található aszteroida. A LINEAR projekt keretében fedezték fel 1999. szeptember 9-én.